# SNCASO
SNCASO (акроним от Société nationale des constructions aéronautiques du sud-ouest), также Sud-Ouest — ныне не существующая французская авиастроительная компания.
Образована 16 ноября 1936 года слиянием национализированных фирм Blériot, Bloch, Lioré et Olivier, SAB, SASO и UCA.
В 1941 году поглотила аналогичное объединение SNCAO.
Среди наиболее известных моделей компании, выпускавшихся ею в различные годы — средний бомбардировщик LeO 451, первый французский реактивный самолёт SO.6000 Triton, ближнемагистральный пассажирский SO-30 Bretagne, вертолёт с реактивным приводом несущего винта SO.1221 Djinn, многоцелевой Vautour II.
1 марта 1957 года, после слияния с другим подобным объединением SNCASE, образовала компанию Sud Aviation (далее Aérospatiale, ныне EADS).

## История

### Предвоенные годы
В середине 1930-х годов, на фоне проводимого Германией перевооружения, особенно отчётливо проявилась отмеченное в начале десятилетия отставание французских ВВС и их неспособность конкурировать с Люфтваффе.
Характеристики производимых в рамках «политики прототипов» самолётов не соответствовали амбициозным заданиям, выдававшимся Технической службой авиации, их конструкция также не была рассчитана на массовое производство в сжатые сроки; иными словами, они устаревали уже на момент ввода в эксплуатацию. Поэтому, когда в мае 1936 года к власти пришёл Народный фронт, было принято решение национализировать две трети авиационной отрасли для устранения проблем тогдашних авиапроизводителей и рационализации производства. Таким образом, в соответствии с принятым 11 августа 1936 года законом о национализации, французское правительство объединило заводы и КБ нескольких частных компаний в 6 государственных авиастроительных объединений (SNCASO, SNCASE, SNCAC, SNCAN, SNCAO, SNCAM). Они создавались как акционерные общества со смешанным капиталом, в которых государству принадлежит две трети акций. Управлялись назначаемым государством советом, председателем которого стал Анри де Л’Эскаль. Под действие закона также попала пребывавшая в сложном финансовом положении компания Lorraine, получившая название «SNCM».
16 ноября 1936 года после экспроприации заводов компаний Blériot (в Сюрене), Bloch (Виллакубле, Курбевуа и Шатору), SASO (Бордо-Мериньяк), UCA (Бегль), SAB (Бордо-Бакалан) и Lioré et Olivier (Рошфор), была создана новая компания — SNCASO.
Руководил ею совет директоров, состоявший из девяти человек, включая государственного представителя генерала Фернана Эдере и управляющего директора Марселя Блоха.
На момент создания SNCASO располагала заводскими площадями в 168000 м², 7000 рабочих и 1162 станков. Она была готова к серийному выпуску самолётов Bloch MB.210, MB.131, MB.220, Salmson CriCri, Potez 540, Blériot-SPAD S.510 и вела работы над прототипами: Bloch MB.170, MB.134, MB.160 и MB.480. Кроме того, в том же 1936 году была приобретена фабрика в районе Деоль.
27 сентября 1938 Альбер Како сменил Анри де Л’Эскаля на посту Председателя совета национальных авиастроительных компаний. Он принял решение специализировать фабрики в выпуске отдельных узлов для рационализации производства. В результате, к не всегда своевременному финансированию прибавились сложности организационного характера, что привело к суммарной задержке поставок ключевых комплектующих в угрожаемый период на несколько месяцев.

### Вторая мировая война
С началом войны темпы производства SNCASO возрастают, однако, не всю выпущенную технику удаётся ввести в эксплуатацию из-за нехватки комплектующих; проекты, находящиеся на стадии разработки, откладываются на неопределённый период.
15 февраля 1940 года Марсель Блох был вынужден уйти в отставку из администрации SNCASO, предлогом послужили недостаточные характеристики истребителя Bloch MB.152, на его место назначен Поль Мазер.
С 20 мая 1940 года, вскоре после начала германского наступления, компания проводит меры по подготовке вывоза материальных ценностей; 10 июня отдан приказ об эвакуации парижских заводов. Эти меры оказались своевременными, и — сравнительно с продвижением германских войск — достаточно успешными: парижское КБ добралось до Бордо, а перемещённые в Шатору заводы были захвачены немцами. Выпуск MB.174 и MB.175 продолжается в Бордо-Бакалан.
После подписания Перемирия прекращены работы над несколькими прототипами, среди которых были истребитель Bloch MB.157 разрабатываемый Люсьеном Серванти, двухмоторный бомбардировщик MB.134, четырёхмоторные бомбардировщики MB.135 и MB.162, и военный гидросамолёт Bloch MB.480.
С началом немецкой оккупации заводы были остановлены, наблюдается нехватка специалистов; численность персонала SNCASO к тому моменту составляла около 11000 человек.
За исключением предприятия в Шатору, все заводы SNCASO оказались в оккупированной зоне. По требованию правительства, для недопущения безработицы они должны были перейти к выпуску более актуальной для мирного времени продукции: газогенераторов, печей для углежжения, барж…

#### Оккупация
Часть конструкторов, которые собирались продолжить изыскания в области гражданской авиации, начали работы над несколькими проектами; среди них металлический планер SO.10 (позже переименован в SO.P1), разработка которого поручена Люсьену Серванти, экспериментальный учебный SO.20, герметичный двухмоторный транспортник SO.30, транспортный самолёт в двух- и четырёхмоторном вариантах SO.80 (переименован в SO.800). Работы над SO.20 были прекращены в ноябре 1940 года, над SO.50 — в марте 1941 года.
С 1 января 1941 года под управление SNCASO переходит (фактически поглощается) аналогичное предприятие, созданное во времена национализации — SNCAO. Его структурные подразделения (бывшие заводы Breguet в Бугене, Loire-Nieuport в Исси-ле-Мулино и Сен-Назере и завод компании Брандта в Шатийоне) также входят в SNCASO. Кроме изделий, производимых для немцев, эти заводы также выпускали товары мирного назначения сборные дома, велосипедные прицепы, чемоданы для коммивояжёров. Интеграция этих предприятий завершилась к 1 апреля 1941 года.
В феврале инженеров конструкторских бюро компании, покинувших оккупированную зону, собрали в районе Канн-Ла-Бокка, где под контролем итальянской комиссии по перемирию находился один из заводов объединения SNCASE (бывший Romano). Им было разрешено продолжать исследования в создаваемом под руководством Мориса Юреля на базе каннского завода Национального конструкторского бюро (Bureau d'études national (BEN)) при условии работы исключительно над проектами гражданских самолётов.
Новое КБ состояло из четырёх отделов:
- «10» («тяжёлых самолётов»): группы Паро, Безо и Ле Бьяна под руководством Анри Деплана (все ранее работали в компании Bloch, кроме Жана Безо из Blériot-SPAD);
- «1000» («лёгких самолётов»): группа Пийона (Nieuport / SNCAO);
- «2000» («гидросамолётов»): группа Бюре (CAMS / SNCAN);
- «3000» («особых» или «стратосферных» (герметизированных) самолётов): группа Рока (Farman / SNCAC)

Также в него входили общие службы «аэродинамики», «оборудования» и «нормализации».
Между тем, на основе SO.800 было решено сделать версию большей вместимости, SO.90. Продолжались работы над тремя проектами: SO.30, SO.90 и лёгким SO.3050. 9 июля 1941 года состоялся первый полёт планера SO.P1, а 23 декабря — SO.800.
Лишь с 23 июля 1941 годы предприятиям SNCASO разрешено возобновить строительство воздушных судов. В заключённом между германским министерством авиации и французским правительством соглашении указывается, что первоочередной задачей французской авиационной промышленности должно быть содействие Германии. Поэтому заводы в Сюрене и Курбевуа производят для Люфтваффе транспортные Junkers Ju 52, в Бордо — разведывательные Focke-Wulf Fw 189 и малую серию MB.175, а в Шатору выпускают истребители MB.152 и MB.155 для Виши.
В ноябре 1942 года Германия оккупировала свободную зону, значительное число рабочих SNCASO были отправлены на принудительные работы в Германию, а заводы разграблены. В то же время усилились воздушные налёты английских и американских ВВС на промышленные предприятия, работающие на немцев. Пострадали и заводы SNCASO: в ноябре 1942 года подвергается бомбёжке завод в Каннах, 17 мая 1943 года завод в Бордо-Бакалан был остановлен на восемь дней, 4 июля бомбили Бугене, и в сентябре фабрики в Париже. Несмотря на разрушения, SNCASO продолжает выпуск авиатехники. В 1943 году Люсьеном Серванти начата работа над проектом реактивного самолёта SO.6000.
16 августа 1943 года Морис Юрель и 8 других человек на борту незаконченного SO.90 улетают из Канн в алжирский Филипвиль.После этого побега немцы переносят конструкторские бюро в Исси-ле-Мулино, где ведётся работа над проектом Zeppelin ZSO 523, и берут под свой контроль завод в Каннах, теперь его основная продукция — моторные рамы для Ju 52.
11 ноября 1943 года авиация Союзников разбомбила каннский завод, повредив прототипы SO.30N и SO.30R; позже, в январе 1944 года, сборочные цеха были обстреляны подводной лодкой. В феврале группа из Канн распущена, персонал переведен в район Парижа.

#### Освобождение
В конце августа 1944 года Канны были освобождены, в ноябре на заводе начались восстановительные работы и возврат вывезенного ранее оборудования и прототипов, которые продлились до января 1945 года.
В январе генеральным директором SNCASO вместо Поля Мазера назначен Шарль Авене; Анри Деплан занял пост технического директора и пребывал на нём до 1949 года.
По мере освобождения территории и восстановления заводов компании, продолжается работа над проектами. В том же году несколько самолётов совершают свой первый полёт: 26 февраля SO.30N, 15 марта SO.3050, 17 августа SO.93 (модификация SO.90) и 6 ноября — SO.30R. Кроме того, продолжается производство самолётов немецких конструкций под другими названиями; так, например, Ju 52 получил наименование Amiot AAC.1 Toucan.

### Послевоенный период
К концу войны заводы SNCASO, как и многие другие предприятия французской авиационной промышленности, были разрушены бомбардировками и разграблены оккупантами, потребовалось немало времени и ресурсов для восстановления былого потенциала; конструкторам предстояло ознакомиться с произошедшими за последние годы технологическими достижениями.
Однако, несмотря на определённое отставание, имелись и свои наработки. Так, например, Люсьен Серванти, пришедший в SNCASO в 1937 году, продолжая свою деятельность во время войны под контролем оккупационных властей, втайне работал над проектом SO.6000 Triton, ставшего первым французским реактивным самолётом (первый полет в ноябре 1946 года).
Следующие годы, как и для многих иных фирм в послевоенный период «холодной войны», стали временем экспериментов с реактивным движением и вертолётами. Кроме работы с собственными конструкциями, производились также комплектующие (фюзеляжи, крылья, детали хвостового оперения) для других компаний.
Последним президентом SNCASO стал Жорж Эрель; при нём, в марте 1957 года, произошло объединение компаний SNCASO и SNCASE, новообразованная структура получила название Sud-Aviation.

## Продукция фирмы
- SO 10 — истребитель, ранее Bloch MB.1010, проект свёрнут[34]; также первое название планера SO.P-1;
- SO 11 — Bloch MB.1011;
- SO 20 — Bloch MB.1020, проект конструкции Андре Эрбемона, впоследствии заброшенный;
- SO.30 Bretagne — Первый европейский авиалайнер с герметичной кабиной, развитие прототипа SO.30N/R Bellatrix, построено 45 штук (1945);
- SO.40 — Bloch MB.1040
- SO.50 — проект четырёхмоторного транспортника конструкции Фандё, работы прекращены с переездом в 1941 году в Канны;
- SO.60A /B, C — проекты реактивного авиалайнера, не строились;
- SO.70, 71, 72 — проекты тяжёлого бомбардировщика на конкурс 1944-45 годов B6/R6, а также пассажирского и транспортного самолётов. Не строились.
- SO.80 / SO.800 — два разных самолёта с одинаковым названием: трёхместный учебный, бывший Bloch 800, и двухмоторный почтовый (1 прототип)[35];
- SO.80 Biarritz;
- SO.90 Cassiopée и его дальнейшее развитие, прототипы SO.93, SO.94 Corse, и серийный SO.95 Corse II (60 экземпляров) — двухмоторный транспортный самолёт;
- SO.161 — Bloch 161, впоследствии SE 161, построено около 100;
- SO.177 — Bloch MB.170;
- SO.175B и SO 177 — модификации истребителя Bloch 175;
- SO.180 — двухмоторный почтовый, развитие SO.93;
- SO 200C.1 — бывший SNCAO 200;
- SO.830
- SO.1010, 1020, 1030 — проекты пикирующего бомбардировщика, не строились;
- SO 1040, также 1011, 1014 (см. SO C.1);
- SO.1070, 1071, 1072 — проект двухфюзеляжного легкого ударный самолета, впоследствии NC 1070, конкурент Nord 1500 Noréclair (серийно не строился)
- SO.1100 Ariel, 1010 и 1020 — экспериментальные вертолёты Ariel I—III;
- SO.1220 Djinn — лёгкий вертолёт, построено 178;
- SO.1310 Farfardet винтокрыл, 1 построен;
- SO.1340 и SO.1350 проект вертолёта со вспомогательным двигателем (не строился);
- SO.3000/3010/3020/3030 — разработки дальних транспортных самолётов SNCAC NC.170 / 180—181 / 190 (1941—1944);
- SO.3050 легкий самолёт, 1 построен;
- SO.4000 экспериментальный реактивный бомбардировщик, его дальнейшим развитием стали SO.4010, SO 4015 и наконец SO.4050 Vautour, построен 1;
- SO.4050 Vautour II — многоцелевой военный самолёт, построено 149;
- SO.4054, 4055, 4058 — проекты модификации Vautour;
- SO.4060, 4061, 4062 — проекты модификаций Super Vautour (не строились);
- SO.4070, 4080 — проекты двух- и трёхмоторного реактивного самолёта с ПВРД, не строились;
- SO.5000 (турбовинтовой) и SO.5100 Champagne (реактивный) — проекты четырёхмоторных пассажирских самолётов, не строились.
- SO.6000 Triton — первый французский реактивный самолёт, разрабатывавшийся в годы войны (1946); вместе с модификациями построено несколько штук.
- SO.6020 Espadon : реактивный истребитель, построено несколько штук в различных вариантах (SO.6021, 25, 26) (1948);
- SO 6100 Requin, SO 6150 Requin II, SO 6160 — проекты реактивного истребителя (не строился);
- SO.7010 Pégase : лёгкий самолёт; 2 мотора с приводом на 1 винт, построен 1[36] ;
- SO.7050 Deauville, также модификации SO.7055, SO 7056, SO 7060 — лёгкий самолёт[37];
- SO 7100 Dogue проект двухмоторного штурмовика на конкурс 1956 года (не строился);
- SO.8000 Narval : экспериментальный двухбалочный палубный истребитель с двигателем Jumo 213 (Arsenal 12H) и двумя толкающими винтами (1949) построено 2; SO.8010 — с турбореактивным Rolls-Royce Nene (не строился);
- SO.9000 Trident I, SO.9050 Trident II, SO 9050 Trident III — прототипы самолета-перехватчика со смешанной силовой установкой.
- SO.M-1 безмоторный планер для аэродинамических испытаний SO.4000 flown on to of the single Heinkel He 274, построен 1;
- SO.M-2 модель SO.4000 в масштабе 1/2 с двигателем Rolls-Royce Derwent для испытаний, построен 1;
- SO.P-1 Ferblantine цельнометаллический планер с крылом-«чайкой», построено 1 или 2;
- SO C.1 малый одноместный самолёт, вероятно развитие проекта Bloch MB 1011; также известен как SO.1014 и SO.1040, не строился.